# Чортківська думка
Чортківська думка — український популярний тижневик для Чортківщини і Бережанщини. 
Виходив у м. Львів з 23 серпня 1942 р. до 1944 р., дублюючи (крім матеріалів 6-ї стор.) публікації газети «Рідна земля» і зберігши в дужках її нумерацію.
Вийшло понад 30 номерів.
Зберігається у ЛНБ, НДБ, ЦДІАЛ України, НБУВ.